# Емануел Баба
Емануел Баба (роден на 22 май 1985 г. е бивш нигерийски футболист, играл като полузащитник. Баба прекарва част от кариерата си в България, където облича екипите последователно на Черно море, Левски и Спартак Варна.